# 苗栗𪹚龍

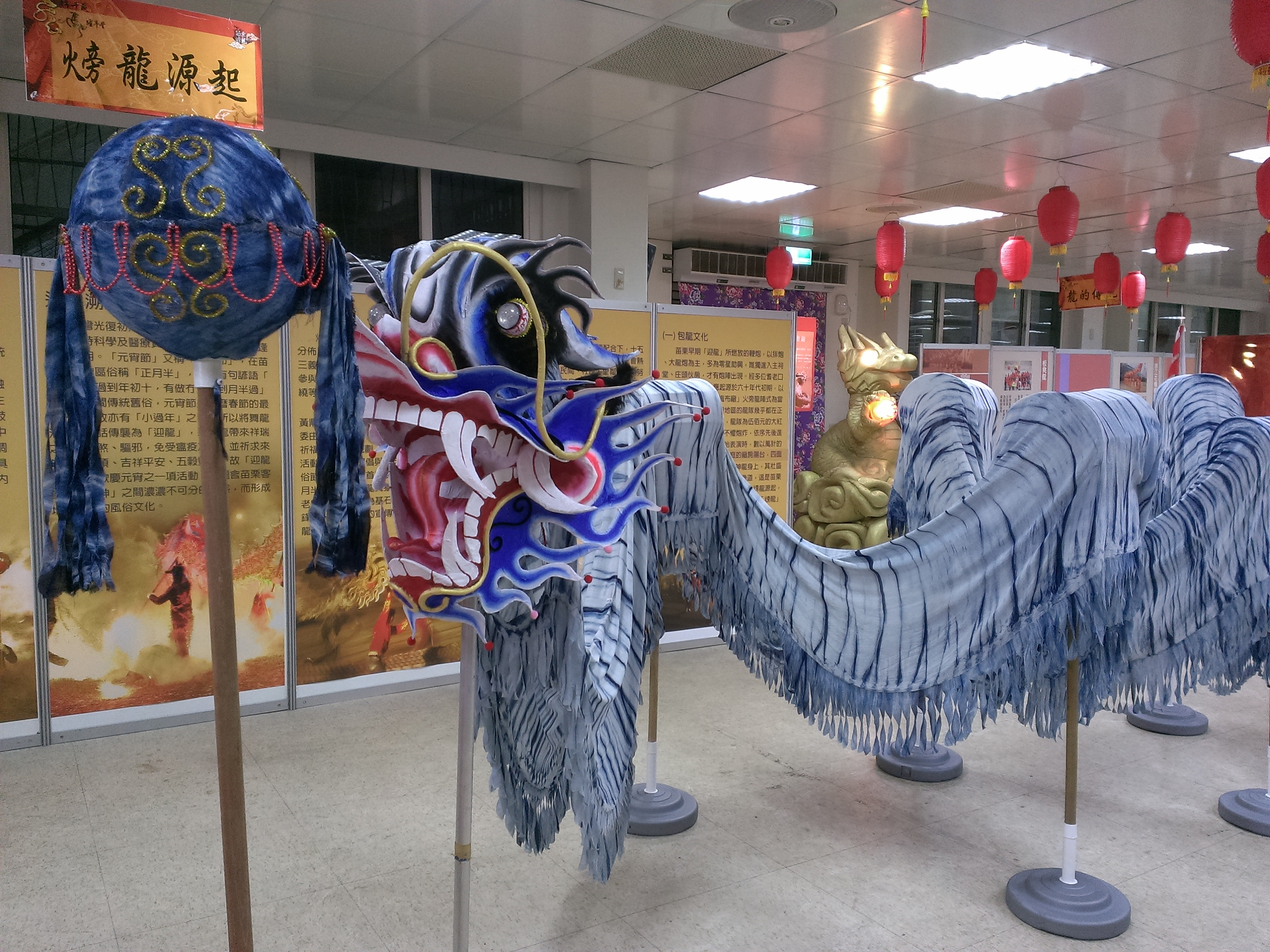
𪹚龍展的客家藍染龍

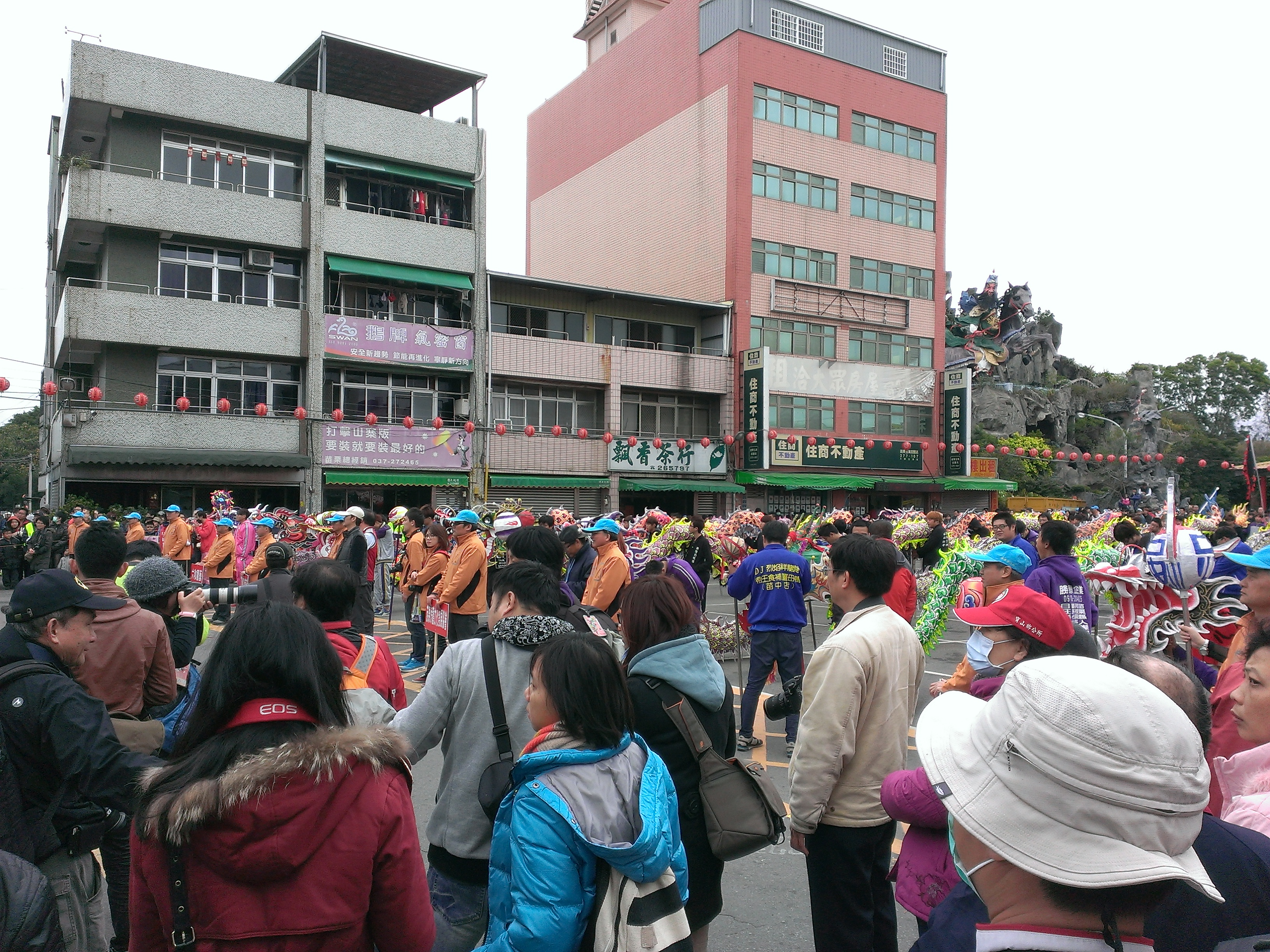
𪹚龍活動

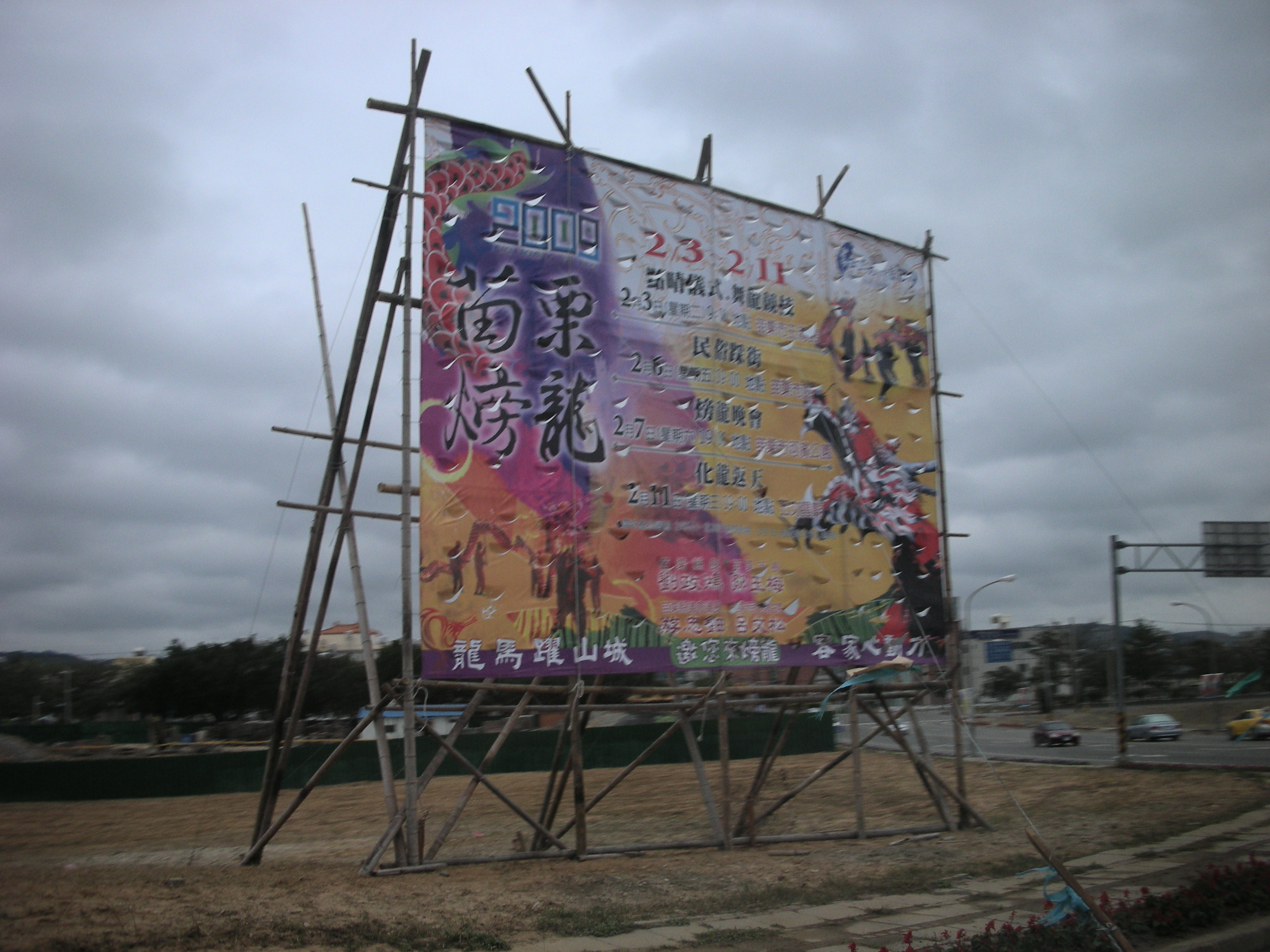
2009年苗栗市𪹚龍活動的大型看板

苗栗龍為臺灣苗栗縣於元宵節的主要核心活動，指臺灣客家人在苗栗發展出來的傳統元宵客家舞火龍活動之一，為「北天燈、中𪹚龍、南蜂炮、東玄壇、西乞龜」之一，其中「𪹚龍」即苗栗𪹚龍。

## 歷史
臺灣客家人過農曆新年，是要從正月初一一直到正月十五才算過完年。而客家人稱元宵節為「正月半」，也稱「燈節」。客家俚諺中有「月半大過年」，說明了客家人過元宵比正月初一（春節）還熱鬧的景象。這天家家除了吃湯圓（不同於元宵）、吃菜包（又稱「豬籠粄」）、上燈、賞燈、猜燈謎等過節習俗外，還有一項最重要的傳統活動——「𪹚龍」。「𪹚龍」為臺灣客語詞，意即「炸龍」。𪹚龍不僅有迎春納福的意涵，更保有傳統習俗及文化傳承的深遠意義。
苗栗𪹚龍是源於苗栗地區的迎龍慶典而演變而來，是相當熱鬧的元宵迎新年慶典，之後更將舞龍神化為「迎龍」活動，期望藉神龍帶來祥瑞之氣，帶給民眾平安吉祥、五穀豐收。「𪹚龍」就是用鞭炮炸龍，採用大量鞭炮、蜂炮去炸舞龍方式得到去邪（去舊）迎新年的作用，每年快接近元宵節時，很多龍隊開始出來練習，到了元宵節那天則進入高潮。臺灣各地皆有舞龍之民俗活動，唯獨苗栗客家發展出「𪹚龍」的習俗。

## 「𪹚龍」七部曲[2]
1. 糊龍（fù liùng）：由龍主取材製龍，於正月初九（天公生）前完成。
2. 牽龍（khiên liùng）：舉辦「牽龍安座」儀式，讓「客家龍神」從客庄的守護神提昇至客家的守護神。
3. 祥龍點睛：祈求天神賜降神靈瑞氣，附於龍身，藉神龍繞境參拜，護祐蒼生。
4. 迎龍（ngiàng liùng）：客家人相信「神龍」登門參拜，等於「神明造訪」能為地方消災，給家戶帶來好運。
5. 跈龍（thèn liùng）：即跟著龍走，帶來平安吉祥。
6. 𪹚龍（pong liùng）：龍愈𪹚愈旺，迎龍時燃放鞭炮，有恭迎神龍的靈氣驅邪納吉之意，一方面慶賀助興，一方面增加年節熱鬧氣氛。
7. 化龍返天：過元宵節後，龍隊須返回龍籍點睛的宮廟「謝神化龍」，其意功德圓滿送龍神返天。

## 外部連結
- 苗栗龍facebook粉絲專頁 （页面存档备份，存于）
- 苗栗龍官方網站 （页面存档备份，存于）